# Stabilt sidoläge

Stabilt sidoläge

Stabilt sidoläge (tidigare kallat framstupa sidoläge) är en kroppsposition som används för att hålla luftvägarna öppna hos en medvetslös person, samt för att förhindra att de blockeras av magsäcksinnehåll i händelse av kräkning (t.ex. hos berusad).
Stabilt sidoläge låser kroppen med hjälp av ben och armar i en position som gör det svårt för det medvetslöse att rulla tillbaka i en ryggliggande position, samt håller hakan högt för att struplocket inte ska blockera luftvägarna.